# العلاقات الكوستاريكية الناميبية
العلاقات الكوستاريكية الناميبية هي العلاقات الثنائية التي تجمع بين كوستاريكا وناميبيا.

## مقارنة بين البلدين
هذه مقارنة عامة ومرجعية للدولتين:
| وجه المقارنة                                              | كوستاريكا                                 | ناميبيا      |
| --------------------------------------------------------- | ----------------------------------------- | ------------ |
| المساحة (كم2)                                             | 51.10 ألف                                 | 825.62 ألف   |
| عدد السكان (نسمة)                                         | 4.91 مليون                                | 2.53 مليون   |
| الكثافة السكانية (ن./كم²)                                 | 96.09                                     | 3.06         |
| العاصمة                                                   | سان خوسيه                                 | ويندهوك      |
| اللغة الرسمية                                             | اللغة الإسبانية                           | لغة إنجليزية |
| العملة                                                    | كولون كوستاريكي                           | دولار ناميبي |
| الناتج المحلي الإجمالي (بليون دولار)                      | 57.06 مليار                               | 13.24 مليار  |
| الناتج المحلي الإجمالي (تعادل القوة الشرائية) بليون دولار | 74.98 مليار                               | 25.60 مليار  |
| الناتج المحلي الإجمالي الاسمي للفرد دولار أمريكي          | 11.26 ألف                                 | 4.67 ألف     |
| الناتج المحلي الإجمالي للفرد دولار أمريكي                 | 14.92 ألف                                 | 9.96 ألف     |
| مؤشر التنمية البشرية                                      | 0.766                                     | 0.628        |
| رمز المكالمات الدولي                                      | +506                                      | +264         |
| رمز الإنترنت                                              | .cr، قائمة نطاقات المستوى الأعلى للإنترنت | .na          |
| المنطقة الزمنية                                           | 00                                        | ت ع م+02:00  |

## منظمات دولية مشتركة
يشترك البلدان في عضوية مجموعة من المنظمات الدولية، منها:
| علم المنظمة | اسم المنظمة                        | تاريخ انضمام كوستاريكا | تاريخ انضمام ناميبيا |
| ----------- | ---------------------------------- | ---------------------- | -------------------- |
|             | منظمة التجارة العالمية             | ?                      | ?                    |
|             | الاتحاد الدولي للاتصالات           | 13 سبتمبر 1932         | 25 يناير 1984        |
|             | منظمة حظر الأسلحة الكيميائية       | ?                      | ?                    |
|             | يونسكو                             | 19 مايو 1950           | 2 نوفمبر 1978        |
|             | الأمم المتحدة                      | 2 نوفمبر 1945          | 23 أبريل 1990        |
|             | وكالة ضمان الاستثمار متعدد الأطراف | 8 فبراير 1994          | 25 سبتمبر 1990       |
|             | البنك الدولي للإنشاء والتعمير      | 8 يناير 1946           | 25 سبتمبر 1990       |
|             | الاتحاد البريدي العالمي            | ?                      | ?                    |
|             | مؤسسة التمويل الدولية              | 20 يوليو 1956          | 25 سبتمبر 1990       |
|             | منظمة الشرطة الجنائية الدولية      | ?                      | ?                    |

## وصلات خارجية
- موقع وزارة الخارجية الكوستاريكية